# Implante Baha
O Implante BAHA  (em inglês, Bone anchored hearing aid) é uma prótese auditiva implantável no Osso temporal comercializada pela empresa Cochlear.  A Cochlear adquiriu a empresa sueca Medical Systems em 2005, e registrou a sigla BAHA. Essa prótese auditiva osteointegrada tem sido utilizada por mais de 40 anos como um método eficaz na reabilitação de auditiva de determinados indivíduos. Foi desenvolvida por Tjellstrom em 1977, utilizando o sistema Branemark de implantação. Esse sistema utiliza alguns princípios básicos de extrema importância para o seu desenvolvimento, sendo eles a biocompatibilidade e a osteointegração que permitem a fixação de um material sintético no osso temporal. Os estudos dessas técnicas ao longo dos anos demonstrou que o material mais adequado foi o titânio, sendo o material mais utilizado nos sistemas implantáveis . O componente interno é acoplado ao crânio por um dispositivo de titânio.

## Componentes do sistema BAHA
Os componentes do dispositivo BAHA são divididos em dois segmentos, sendo eles:
- parafuso de titânio com pilar de sustentação (abutment) implantado sobre o osso mastóideo.
- uma unidade externa, chamada de processador, que se conecta ao pilar.

A função do processador é captar os sons do ambiente e convertê-lo em Energia mecânica, (vibração), que será transmitida ao pilar que, irá estimular o osso temporal. Esta vibração é captada pelo crânio, e estimula diretamente as cócleas sem envolver a condução auditiva aérea, ou seja, o meato acústico externo e orelha média. 

## Tipos de implantes por condução óssea
Atualmente existem dois tipos de implantes por condução óssea disponíveis para a reabilitação da perda auditiva: percutâneo (penetra a pele) e transcutâneo (não penetra a pele). O BAHA percutâneo é composto por um implante de titânio conectado a um pilar para fixação percutâneo e um processador de som acoplado a essa estrutura. Essa solução proporciona uma transmissão de sim direta e de qualidade. No entanto, requer cuidados higiênicos diários ao longo de toda a vida. É importante salientar que também existe a possibilidade de complicações locais da pele, e por vezes a perda do implante. Estudos realizados demonstram que 8%-59% dos casos podem apresentar reações no tecido mole e infecções ao redor do pilar, perda do implante em 8,3% dos casos e até mesmo revisão da cirurgia em 5%-42% dos procedimentos. .
O BAHA transcutâneo utiliza força de tração magnética, para fixar o processador sobre o implante. Não há defeito permanente à pele, não tendo implicações sobre a higiene, além de um bom efeito estético.

## Procedimento cirúrgico
Algumas situações especiais (pediátricos), podem exigir que a cirurgia seja realizada em dois tempos, pois o osso é mais fino e frágil e há maior risco de deslocamento do implante.  Inicialmente é realizada a colocação do parafuso de titânio e num segundo momento o acoplamento do pilar a esse parafuso já osteointegrado. O parafuso de titânio é implantado cirurgicamente, e este procedimento pode ser realizado sob anestesia local. A colocação do processador deve ser feita somente após o período de osteointegração, sendo três meses para adultos e seis meses para crianças. Se preconiza que nesses indivíduos pediátricos a profundidade do implante deve ser de 3mm. O processador é facilmente conectado e desconectado pelo próprio paciente.

## Indicação
O sistema BAHA comumente é indicado aos indivíduos com perdas auditivas condutivas e mistas. Um tipo de indicação que acontece mais recente é para pacientes com perdas auditivas sensorioneurais unilaterais- em inglês  Single Side Deafness (SSD)- que apresentam o ouvido contralateral com média da via óssea igual, ou melhor, que 20 dBNA. Perdas auditivas condutivas e mistas são alterações recorrentes que podem ser tratadas com técnicas cirúrgicas ou reabilitadas através do uso de aparelho de amplificação sonora individual (AASI). No entanto, existem subgrupos que por diversas situações acabam não sendo candidatos ao uso de aparelhos de amplificação sonora tradicionais. Como alternativa, à prótese auditiva convencional em casos de inadaptação/impossibilidade opta-se pelo uso de implantes osteointegráveis. Essas situações adversas podem ser: malformações congênitas do ouvido externo e médio, otorréia crônica, doença ossicular não operável.
A indicação do BAHA para surdez sensorioneural unilateral é recente, porém tem se tornado conduta na área médica. O efeito sombra da orelha com alteração atenua a intensidade do sinal acústico na orelha com audição normal. Geralmente esses pacientes apresentam dificuldades de localização sonora e discriminação em ambientes ruidosos. Por muitos anos a reabilitação desses sujeitos foi subestimada, mas a implantação do BAHA na orelha com perda auditiva faz a condução transcranial do som em direção a orelha saudável.
Os candidatos a BAHA são submetidos a um teste de utilização da prótese (geralmente Softband), de modo a prever o benefício da sua colocação. Estima-se que o ganho seja maior em pacientes com maior reserva coclear, com limiar ósseo inferior a 45 dB e discriminação superior a 60%.

## Histórico
O primeiro implante realizado foi no Hospital Universitário Sahlgrenska, em Gotemburgo, na Suécia, em 1977 . Um número crescente de clínicas em todo o mundo oferecem esse tipo de implante como um método de tratamento. Em 1977, apenas 3 pessoas tinham o implante, hoje esse número é estimado em 75.000.

## BAHA em idosos
Estudos indicam que o BAHA em adultos é um procedimento simples, fácil e seguro, podendo inclusive ser realizado com anestesia local . Tal procedimento representa uma clara melhoria na qualidade de vida nos pacientes submetidos ao implante, proporcionando excelentes resultados audiológicos e alto grau de satisfação por parte dos pacientes  . Os estudos também sugerem que a dor do pós-operatório é geralmente tênue e diminui gradualmente nos meses que se seguem ao procedimento. Na prática, é possível verificar que certa dormência na área operada é frequente, mas a recuperação da área operada ocorre com o tempo e a área dormente vai diminuindo até que desaparece por completo na maioria dos casos .

## Concessão do BAHA pelo SUS
Por meio da Portaria GM/MS Nº 2.776/ 2014 do Ministério da Saúde foi regulamentada a realização de cirurgias da Prótese Auditiva Ancorada no Osso (Implante BAHA) uni e bilateral, com previsão de manutenção, troca de peças e sessões de terapias fonoaudiológicas pelo SUS.